# Fontana barocca di Girifalco
La fontana barocca di Girifalco, detta anche Fontana Carlo Pacino o popolarmente Fontana del Diavolo, è una fontana monumentale nel centro storico di Girifalco in provincia di Catanzaro.

## Storia
Fu costruita nel XVII secolo per volontà del sindaco dell'universitas di Girifalco Carlo Pacino dopo i terremoti che devastarono il paese in quel secolo, realizzata in stile barocco in pietra calcarea dai maestri scalpellini locali ed è situata nel centro storico in piazza Vittorio Emanuele II a fianco della chiesa di San Rocco. La fontana ha una pianta particolare a doppia forma, circolare all'interno e ottagonale all'esterno e sulla vasca maggiore si legge la scritta Carolo Pacino MDCLXIII Sindico, grazie alla quale la si può datare all'anno 1663. L'opera è stata eseguita in due tempi: la prima porzione fino alla vasca maggiore è del '600, mentre i tre pezzi superiori sono stati realizzati nell'anno 1830 come si può evincere dalla scritta MDCCCXXX. Sull'ultimo pezzo superiore si può notare scolpita la figura di un serpente attorcigliato su una forma semicircolare e nelle parti interne, sotto la vasca grande, sono impresse delle foglie di acacia.
Su quest'opera aleggia una leggenda popolare riguardo alla sua realizzazione ad opera del diavolo che l'avrebbe realizzata in una sola notte ponendola davanti alla chiesa di San Rocco quasi in segno di scherno e una volta terminata l'opera si sarebbe allontanato dal centro abitato a grandi passi, lasciando una delle orme sui gradoni della fontana.
In realtà fu opera degli scalpellini locali, costruttori professionisti del lavoro della pietra che nei pressi della rupe denominata Pietra dei Monaci operavano in una grotta denominata tuttora grotta degli scalpellini, insuperabili nell’arte muratoria e capaci di costruire le loro opere in poco tempo. Fu proprio la velocità della costruzione della fontana a suggerire l’idea di un’opera demoniaca agli abitanti di Girifalco, all'epoca quasi prevalentemente agricoltori che lasciavano il paese prima ancora che il sole sorgesse per raggiungere i campi. Agli scalpellini erano bastate poche ore per assemblare la fontana, facendola trovare già completamente finita ai girifalcesi di ritorno nelle ore serali che, non spiegandosi l’evento, l'attribuirono al principe delle tenebre..